# Roberto Baschetti
Roberto Baschetti (Buenos Aires, 16 de junio de 1950) es un militante peronista, sociólogo, investigador, historiador y escritor argentino,  con gran parte de su trayectoria ligada a la Biblioteca Nacional.

## Biografía
Estudió en el Colegio del Salvador (Buenos Aires). Es Licenciado en Sociología por la Universidad del Salvador y técnico en publicidad por la “Asociación Argentina de la Propaganda”. Trabajó en la Editorial Universitaria de Buenos Aires (EUDEBA) y fue asesor de la Comisión Nacional de Bibliotecas Populares (CONABIP) e investigador del Instituto Juan Domingo Perón.

Dirige el Departamento de Adquisiciones e Intercambio Bibliotecario de la Biblioteca Nacional.
Baschetti participó en la campaña “Luche y Vuelve” (1973), cuyo objetivo era el regreso de Juan Domingo Perón a Argentina luego de casi dos décadas de exilio, y en diversas publicaciones, documentales y exhibiciones acerca de los hechos históricos vinculados al Peronismo y a la Resistencia peronista.
En el ámbito universitario fue invitado a participar en las cátedras libres organizadas para conocer y discutir el pensamiento y acción de Ernesto Guevara, John William Cooke, Rodolfo Walsh y Felipe Vallese.

## Distinciones
- En el año 2008 la Cámara de Diputados de la Nación declaró de interés de esta Cámara la obra del escritor e investigador Roberto Baschetti.[6]
- En el año 2015 fue declarado Personalidad Destacada de la Ciudad Autónoma de Buenos Aires en el ámbito de la cultura, por su aporte a la recuperación de la memoria histórica y política de Argentina.[7]

## Libros
Es autor, entre otras obras de:
- Rodolfo Walsh vivo (1ª edición). Buenos Aires: Ediciones de la Flor. 1995. ISBN 978-950-515-380-0.
- Campana de palo - Poemas, relatos y canciones de 35 años de lucha : 1955-1990 (1ª edición). La Plata: Editorial De la Campana. 2000. ISBN 978-987-9125-25-0.
- La memoria de los de abajo - Volumen I (1ª edición). La Plata: Editorial De la Campana. 2007. ISBN 978-987-9125-68-7.
- La memoria de los de abajo - Volumen II (1ª edición). La Plata: Editorial De la Campana. 2007. ISBN 978-987-9125-69-4.
- Documentos de la resistencia peronista 1955-1970 Volumen II (1ª edición). La Plata: Editorial De la Campana. 2010. ISBN 978-987-1725-23-6.
- Documentos de la resistencia peronista 1955-1970 Volumen I (1ª edición). La Plata: Editorial De la Campana. 2012. ISBN 978-987-1725-22-9.
- La clase obrera peronista I (1ª edición). La Plata: Editorial De la Campana. 2009. ISBN 978-987-9125-91-5.
- La clase obrera peronista II (1ª edición). La Plata: Editorial De la Campana. 2009. ISBN 978-987-9125-96-0.
- Bibliografía de y sobre Eva Perón. Buenos Aires: Biblioteca Nacional. 2013. ISBN 978-987-1741-72-4.
- El alma de la patria: el peronismo y su lucha revolucionaria. EDUCo - Universidad Nacional del Comahue. 2012. ISBN 978-987-604-320-5.
- Lo que el viento (no) se llevó - Efémeras, volantes y panfletos peronistas: 1945-1983 (1ª edición). Pueblo Heredero. 2013. ISBN 978-987-27393-4-8.
- Documentos 1978-1980 - Volumen I (1ª edición). Editorial De la Campana. 2014. ISBN 978-987-1725-33-5.
- Documentos 1978-1980 - Volumen II (1ª edición). Editorial De la Campana. 2014. ISBN 978-987-1725-34-2.
- Francisco Paco Urondo. De la poesía al combate (1ª edición). EDUCo - Universidad Nacional del Comahue. 2014. ISBN 978-987-604-392-2.
- Peronistas que estudian - de los libros de lectura a la lectura de la realidad (1ª edición). Jironesdemivida Editorial. 2016. ISBN 978-987-45830-3-1.
- Tercer Mundo y Tercera Posición - Desde sus orígenes hasta nuestros días. Buenos Aires: Jironesdemivida Editorial. 2016. ISBN 9789874583017.
- Eva Perón (1ª edición). Jironesdemivida Editorial. 2017. ISBN 978-987-45830-4-8.